# Tom und Jerry – Ein gigantisches Abenteuer
Tom und Jerry – Ein gigantisches Abenteuer ist ein US-amerikanischer Zeichentrickfilm von Spike Brandt und Tony Cervone aus dem Jahr 2013. Der Film gehört zum Tom und Jerry-Franchise.

## Handlung
Tom und Jerry sind zusammen mit einer Kuh die letzten Attraktionen des Vergnügungsparks Storybook Town, der von Märchen inspiriert ist. Nach dem Tod von Jacks Vater verwahrlost der Park zusehends. Der gierige Milliardär Mr. Bigley will den Park unter seine Kontrolle bringen. So schickt Jacks Mutter Jack mit Tom und Jerry auf die Reise, um die Kuh zu verkaufen. Jack trifft auf den Bauern O’Dell, der ihm die Kuh für Zauberbohnen abkauft. Jacks Mutter hält dies für keinen guten Handel, doch über Nacht wächst eine riesige Bohnenranke.
Jack und seine beiden Freunde landen in einem magischen Land über den Wolken. Das Märchenland wird von einem Riesen bedroht. Jack und seine tierischen Helfer stellen sich dem Riesen entgegen und entwenden die magische Harfe. Es kommt zu einem Showdown an der Ranke, in dessen Verlauf Tom und Jerry den Riesen bezwingen und ein goldenes Ei erhalten, mit dem sie Mr. Bigley auszahlen können. Der Vergnügungspark ist gerettet.

## Hintergrund
Der Film wurde in den Vereinigten Staaten von Warner Bros. am 6. August 2013 als Direct-to-Video-Produktion veröffentlicht. Die deutsche Erstveröffentlichung erschien am 24. Januar 2014 als DVD von Warner Home Video. Die deutsche Erstausstrahlung erfolgte auf dem Pay-TV-Sender Boomerang am 17. Januar 2015.
Neben Tom und Jerry sind einige bekannte aus den Hanna-Barbera Studios im Film vertreten. So darf Droopy als „Old King Cole“ auftreten und Screwy Squirrel als „Pieman“, zwei Figuren aus Kinderreimen. Es ist zugleich der bislang letzte Auftritt von Tex Averys Rotkäppchen-Variante Red Hot Riding Hood. Weitere Auftritte gibt es von der Bulldogge Spike und Barney Bär. Die Geschichte selbst ist angelehnt an das englische Märchen „Hans und die Bohnenranke” (“Jack and the Beanstalk”). 

## Synchronisation
| Figur                    | Sprecher (englisches Original) |
| ------------------------ | ------------------------------ |
| Tom                      | Spike Brandt                   |
| Tyke                     | William Hanna (Archivstimme)   |
| Jack Bradley             | Jacob Bertrand                 |
| Erzähler & Farmer O’Dell | Garrison Keillor               |
| Tuffy                    | Kath Sourcie                   |
| Droopy                   | Joe Alaskey                    |
| Screwy Squirrel          | Paul Reubens                   |
| Barney Bear              | Richard McGonagle              |
| Spike                    | Phil LaMarr                    |
| Meathead Dog             | John DiMaggio                  |
| Mrs. Bradley/Red         | Grey DeLisle                   |